# Petersham (condado de Worcester, Massachusetts)

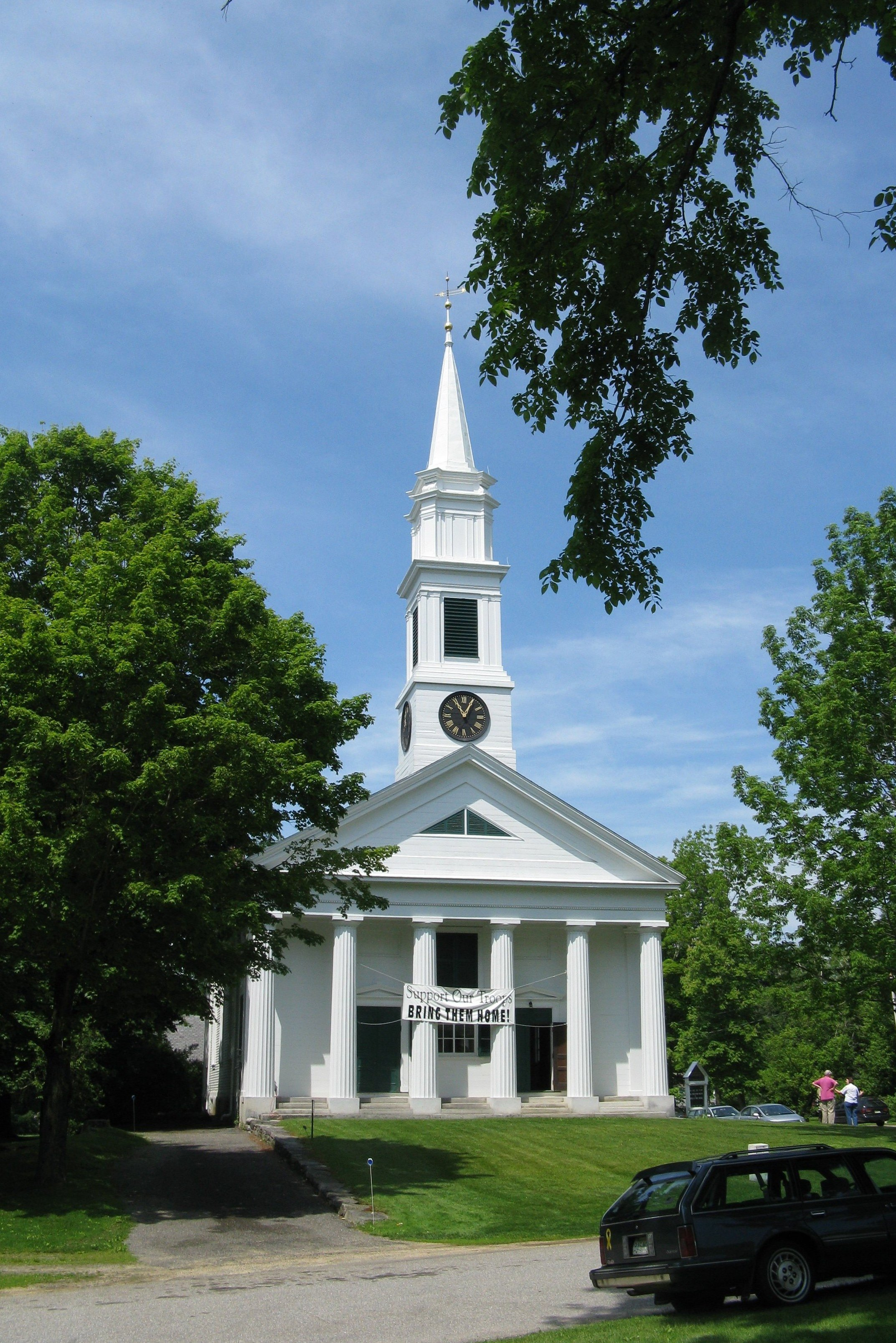
Igreja localizada em Petersham, condado de Worcester (Massachusetts).

Petersham é um lugar designado pelo censo localizado no condado de Worcester no estado estadounidense de Massachusetts. No Censo de 2010 tinha uma população de 243 habitantes e uma densidade populacional de 76,03 pessoas por km².

## Geografia
Petersham encontra-se localizado nas coordenadas 42° 29′ 28″ N, 72° 11′ 14″ O. Segundo a Departamento do Censo dos Estados Unidos, Petersham tem uma superfície total de 3.2 km², da qual 3.2 km² correspondem a terra firme e (0%) 0 km² é água.

## Demografia
Segundo o censo de 2010, tinha 243 pessoas residindo em Petersham. A densidade populacional era de 76,03 hab./km². Dos 243 habitantes, Petersham estava composto pelo 99.18% brancos, o 0% eram afroamericanos, o 0% eram amerindios, o 0.82% eram asiáticos, o 0% eram insulares do Pacífico, o 0% eram de outras raças e o 0% pertenciam a duas ou mais raças. Do total da população o 0% eram hispanos ou latinos de qualquer raça.